# Hotel Bellevue Palace

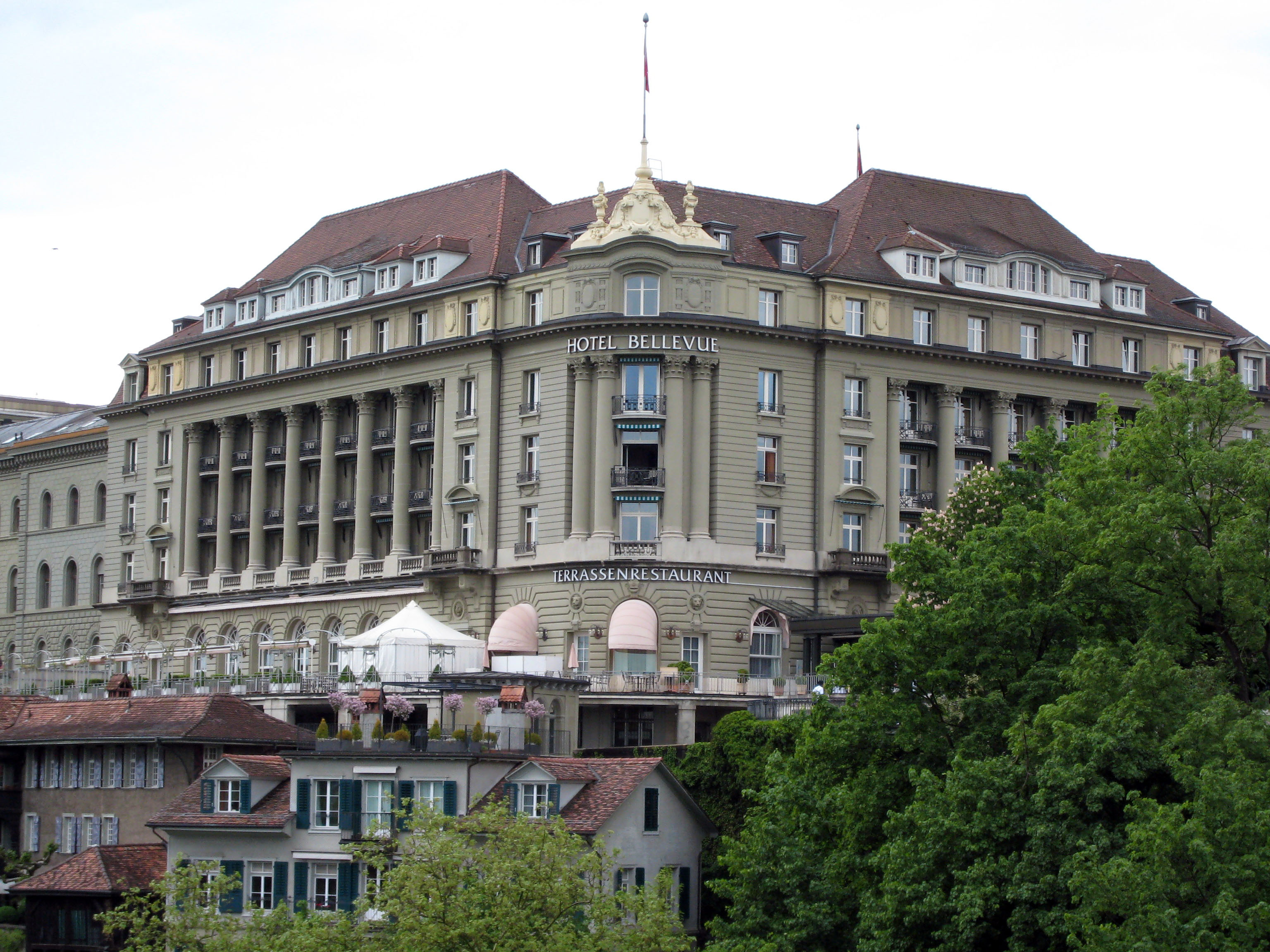
Hotel Bellevue Palace (2008)

Das Hotel Bellevue Palace ist ein 5-Sterne-Luxushotel in Bern. Es befindet sich an der Kochergasse am südlichen Rand der Altstadt, unmittelbar östlich des Bundeshauses. Das Hotel mit 130 Zimmern ist im Besitz des Bundes und wird von der Victoria-Jungfrau Collection AG als Pächterin geführt. Ausländischen Staats- und Regierungschefs dient das Hotel als Residenz bei offiziellen Besuchen, während der Sessionen steigen hier auch einige Mitglieder der Bundesversammlung ab. Das 1865 eröffnete und 1912/13 vollständig neu erbaute Bellevue Palace gilt als Musterbeispiel der neoklassizistischen Reformarchitektur; seit 1973 ist es Mitglied der Leading Hotels of the World.

## Gebäude
Das Hotel steht am Rande der Altstadt auf einer markanten Geländekante, die nach Süden zur Aare hin abfällt. Die Hauptfassaden auf der Süd- und Ostseite sind durch korinthische Säulen gegliedert, die gerundete Südostecke übernimmt die Funktion eines Mittelrisalits. An der Nordseite wird der Haupteingang durch ein weites Glasdach überspannt. Oberhalb des dritten Stockwerks trennt ein durchlaufendes Gesims die Fassade vom darüber liegenden Attikageschoss. Das Mansarddach wird auf der Süd- und Ostseite durch Walmdächer durchbrochen. Im Innern gruppieren sich im Erdgeschoss die verschiedenen Gesellschaftsräume um einen verglasten Innenhof, den «Palmengarten».

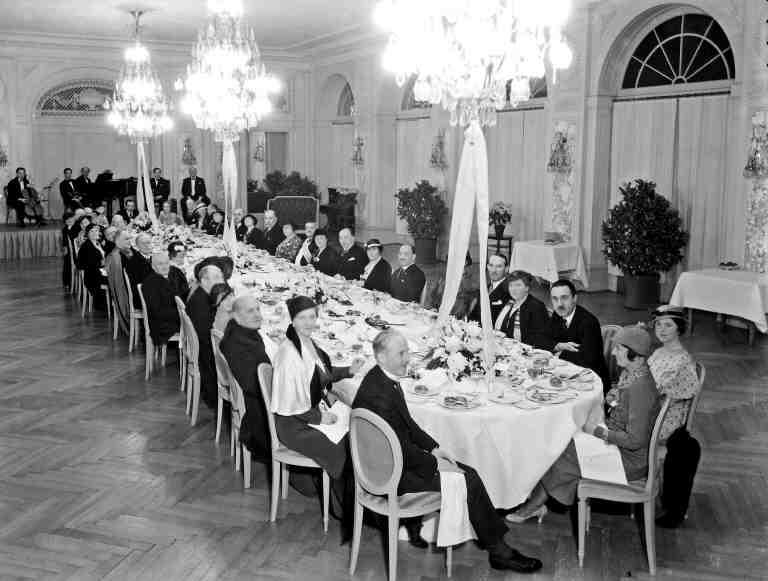
Empfang 1933

Die Überdachung des Palmengartens weist Glasmalereien auf. Ein grosser Kronleuchter dominiert den Speiseraum Salon d’Honneur, der mit Stuck und Vergoldungen verziert ist. Etwas schlichter präsentiert sich der Speiseraum La Terrasse mit dem weissen Gipsgewölbe. Zwei kleinere Säle sind in den Ecken angeordnet: Der Salon Casino im Südwesten ist dem Spiegelsaal von Versailles nachempfunden und dient privaten Gesellschaften, der Salon rouge im Südosten fällt durch den scharfen Kontrast zwischen weissem Stuck und intensiv roten Wandbespannungen auf. Im Westen liegt der Salon du Palais, der Hauptspeisesaal im Louis-seize-Stil. Der Salon Royal im Osten dient als Auditorium und Bankettsaal.

## Geschichte

### Vorgängerbau
Mit dem Bau des westlichen Flügels des heutigen Bundeshauses, dem «Bundes-Rathaus», zwischen 1852 und 1857 wuchs das Bedürfnis nach gehobenen Unterkunftsmöglichkeiten in der Stadt Bern. 1858 wurde das Hotel Bernerhof eröffnet. Der aus Offenburg stammende Carl Osswald (1816–1883), Wirt des Gasthofes «Goldener Falken», wo bis anhin die Gäste der Schweizer Regierung logierten, wollte ebenfalls in das Geschäft der Luxushotellerie einsteigen und erwarb 1864 an der Inselgasse (heutige Kochergasse) zwei Liegenschaften. Darauf liess er das Hotel «Bellevue» errichten, das er nach dem benachbarten gleichnamigen Aussichtspunkt benannte.
Das 1865 eröffnete Hotel war eine zweiflügelige Anlage. Während der Haupttrakt sich der Gasse entlang erstreckte, grenzte der Seitentrakt an das ehemalige Wohnhaus des Universalgelehrten Albrecht von Haller. Sämtliche 110 Gästebetten befanden sich in Zimmern, die nach Süden oder Osten ausgerichtet waren. In unmittelbarer Nachbarschaft befand sich das alte Inselspital, an dem Theodor Kocher wirkte. Bis zur Eröffnung des Spitalneubaus am heutigen Standort im Jahr 1884 liessen sich die wohlhabenderen Patienten lieber im Hotel pflegen.
Mehrmals war das Hotel Schauplatz gesellschaftlicher Ereignisse. 1871 logierte hier der General Charles Denis Bourbaki, nachdem seine Armee in der Schweiz interniert worden war. Drei Jahre später veranstaltete der Bundesrat aus Anlass der Gründung des Weltpostvereins ein Bankett. Nach Carl Osswalds Tod 1883 übernahmen seine Söhne Alphons (1857–1900) und Philipp (1863–1918) das Hotel. 1911 wurde unter Philipp Oswalds Leitung die Hotel Bellevue Palace AG gegründet, welche die benachbarten Liegenschaften (Hallerhaus und Eidgenössische Münzstätte) erwarb. Die Architekten Paul Lindt und Max Hoffmann erhielten den Auftrag, einen doppelt so grossen Neubau zu planen.

### Neubau

Werbeplakat von Emil Cardinaux, 1934

Der Abbruch begann am 1. November 1911 und dauerte vier Monate. Am 1. März 1912 begannen die Arbeiten am Neubau, dessen Aufrichte bereits am 30. November desselben Jahres gefeiert werden konnte. Die rasche Bauzeit war auf die Verwendung des neuartigen Stahlbetonskeletts zurückzuführen. Der Innenausbau dauerte ein weiteres Jahr. Schliesslich konnte das neue Hotel Bellevue Palace, welches dem Hotel Adlon in Berlin nachempfunden war, am 27. November 1913 eröffnet werden. Nur während weniger Monate stiegen hier Gäste ab: Am 3. August 1914, kurz nach Ausbruch des Ersten Weltkriegs, wählte die Bundesversammlung Ulrich Wille zum General. Er nahm das Hotel in Beschlag und nutzte es für die Dauer des Krieges als Hauptquartier der Armeeführung. Ausserdem diente es als Quartier des Generalstabs.
Während des Zweiten Weltkriegs blieb das Bellevue Palace für Gäste offen. Das Hotel entwickelte sich zum Treffpunkt für Politiker, Diplomaten und Journalisten. Eine Hälfte des Restaurants wurde von Gästen aus den alliierten Staaten frequentiert, die andere Hälfte von Gästen aus den Achsenmächten. Allen Dulles, Gesandter des OSS, soll sich oft an der Hotelbar aufgehalten haben. Durch diese illustren Gäste erwarb sich das Hotel einen legendären Ruf.
Schwindende Übernachtungszahlen nach Kriegsende trieben die Besitzer des Bellevue Palace zunehmend in wirtschaftliche Schwierigkeiten. Als die Übernahme durch ausländische Investoren drohte, erwarb die Schweizerische Nationalbank 1976 die Aktienmehrheit. 1995 gelangte das Hotel durch Schenkung in den Besitz des Bundes, seither präsidiert der Direktor der Eidgenössischen Finanzverwaltung den Verwaltungsrat. Vom 7. Januar bis 31. Dezember 2002 erfolgte eine umfassende Renovierung und Modernisierung. Drei Viertel der Kosten in Höhe von 40 Millionen Franken entfielen auf die komplette Erneuerung der Haustechnik; die Anzahl der Zimmer wurde durch Herausbrechen von Zwischenwänden von 230 auf 130 reduziert. 2007 ging die Betriebsführung an die Victoria-Jungfrau Collection AG über.
Das Hotel beherbergte zahlreiche Staats- und Regierungschefs, darunter Winston Churchill, Michail Gorbatschow, Jawaharlal Nehru, Königin Elisabeth II. und Kaiser Akihito; hinzu kommen zahlreiche weitere Prominente. Ein Teil der Handlung des Agentenromans Smiley’s People von John le Carré spielt im Bellevue Palace. Während der Parlamentssessionen sind die Bar und die Lounge des Hotels beliebte Treffpunkte für spätabendliche Verhandlungen, insbesondere vor Bundesratswahlen.